# 千住検車区竹ノ塚分室
千住検車区竹ノ塚分室（せんじゅけんしゃくたけのつかぶんしつ）は、東京都足立区西竹の塚1丁目にある東京地下鉄（東京メトロ）日比谷線の検車区である。当初からの竹ノ塚検車区は2010年4月に千住検車区に組織統合され、千住検車区の分室となった。東武伊勢崎線（東武スカイツリーライン）竹ノ塚駅の南側に位置しており、回送業務は東武鉄道に委託している。
もともとは東武鉄道所有の電車区であり、東武鉄道西新井工場より分離した西新井電車区が、1952年（昭和27年）に竹ノ塚に移転したものであった。

## 建設の経緯
1961年（昭和36年）に開業した営団地下鉄（現・東京地下鉄）日比谷線においては、開業後に予想を大きく超える乗客数により、編成両数の増加など輸送力増強に追われていた。このため、日比谷線の車両基地として使用していた千住検車区では拡張工事が検討され、2層構造とした立体構造への改築なども検討された。しかし、千住検車区周辺は軟弱地盤構造のため、地盤沈下防止に多額の費用がかかることから断念し、東武鉄道の西新井電車区を譲り受け、1966年（昭和41年）9月に営団地下鉄竹ノ塚検車区として発足することになった。
元々、営団地下鉄では千住検車区の収容能力が小さいことを把握しており、将来は別な車両基地を確保する必要があった。営団地下鉄は東武伊勢崎線沿線に車両基地を確保することとし、東武鉄道に用地の斡旋を依頼したところ、東武鉄道が所有していた西新井電車区の土地及び施設をすべて提供するとの申し出があった。検討の結果、営団地下鉄は東武鉄道から西新井電車区の土地及び施設を購入した。買収金額は公表されており、11億4,843万3,000円である。当検車区の開設にあたっては極力費用をかけない予定であり、高速度遮断器室の新築と水道関連の工事を行った以外は、ほぼそのままの状態で使用した。
東武鉄道では、伊勢崎線と日比谷線との直通運転開始後に輸送需要が急激に増加し、従来から使用してきた西新井電車区では車両数の増加に対して収容力が限界に達したことから、東武鉄道は埼玉県春日部市の北春日部駅に隣接して新たに「春日部電車区」（→春日部検修区→南栗橋車両管区春日部支所）を発足・移転させることで、西新井電車区は営団地下鉄に譲渡したものである。
既に都市開発が完成している都心部を走る地下鉄では、路線沿いに広大な土地を確保して車庫を設置することが難しく、乗り入れ先の路線沿いに車庫を設置することがある。このような例は、初の地下鉄・郊外私鉄間の相互直通運転となった東京都交通局（都営地下鉄）1号線（浅草線）における京成電鉄内の旧向島車庫・高砂車庫で既にみられたほか、他に東京メトロ半蔵門線の鷺沼検車区やOsaka Metro堺筋線の東吹田検車場などがある。このような車庫の設置は、（当時の）営団地下鉄としては初であった。

## 構造
伊勢崎線の西側に位置し、出入庫は竹ノ塚駅との間で行われる。出入庫時は下り急行線・緩行線との平面交差が生じていたが、高架化工事の進捗により2016年からは急行線、加えて2022年からは緩行線とも立体交差する形に変更された。
主な業務は、列車検査（1日2編成施工）と営業線対応（車両故障対応）、車輪転削などである。車輪転削は7両編成のうち1日8軸（2両）程度が実施される。
- 敷地面積：42,554m2　最大留置両数：133両（7両編成19本）

### 構内
構内は東側（伊勢崎線寄り）から
出入庫線入口で東武鉄道の乗務員から東京地下鉄検車区員に引き継がれる。
- 1 - 7番線 - 着発収容線方式の留置線で、1・2番線は1線に2編成が留置可能[1]。3 - 7番線は1線1編成の留置ができるが、3番線は43番線への通路線の役割がある[1]。
  - 1番線は西新井駅側へ伸びており、構内入換用（折返し用）の43番線に繋がっている[1]。9番線以降に出入りするには43番線で折り返す必要がある[1]。
- 9番線 - 訓練線[1]。
- 10番線 - 修繕線。修繕庫内にはリフティングジャッキを備えており、車両の簡易な修理や改造工事を行う[1]。
- 11・12番線 - 検査庫。主に11番線は列車検査、12番線は修繕や改造工事に使用する[1]。
- 14番線 - 車輪転削線。千住検車区本区には車輪転削設備がないため、車輪削正は竹ノ塚分室で行っている[1]。
- 15・16番線 - 旧洗浄線。手洗浄作業台があるが、現在竹ノ塚分室では車両清掃は実施していない[1]。21・22番線手前には車両洗浄機が1基あるが、こちらは現役で使用中[1]。
- 17 - 22番線 - 留置線。

### 高架化工事
2005年（平成17年）3月15日に竹ノ塚駅の手動遮断機踏切で事故（東武伊勢崎線竹ノ塚駅踏切死傷事故を参照）が発生し、開かずの踏切対策として周辺住民から竹ノ塚駅の高架化の要望が出ているが、地平に位置する検車区への取り付けを考慮する必要があり、実現に向けたハードルは高いとみられていた。
事故から4年後となる2009年6月23日、東京都・足立区・東武鉄道は地元住民向けに説明会を開き、踏切解消の計画案を示した。この計画案によると、竹ノ塚 - 西新井間の下り急行線を高架化し、高架線の下をくぐらせる形で竹ノ塚駅から当検車区まで引込み線を設置することになっている。工事が完了すると、下り急行線に支障をきたすことなく車両の出入庫を行うことができるようになる。
近年の武蔵小金井駅のように車両基地所在駅を高架化する例は増えてきているほか、東急東横線の元住吉駅の例にみられるように狭隘な市街地を走る複々線区間の車両基地所在地であっても様々な困難を乗り越えて高架化を実現する例も出てきていて、竹ノ塚駅もそれらに続く形となった。
2011年12月20日、足立区は東京都から竹ノ塚駅の鉄道高架化の事業認可を受けたことを発表し、2012年11月4日に起工式を挙行。2022年3月20日に10年の歳月をかけて、高架化を果たした。

## 沿革
- 1924年（大正13年）10月1日- 東武鉄道西新井電車庫が、東京府南足立都梅島村大字栗原1200番地に発足[4]。
- 1943年（昭和18年）12月 - 西新井電車区に改組[4]。
- 1952年（昭和27年）11月 - 西新井駅に設けられていた東武鉄道西新井電車区が、竹ノ塚駅に移転して西新井電車区となる[10][4]。
- 1959年（昭和34年）4月1日 - 営団地下鉄が東武鉄道へ伊勢崎線沿線に新しい車両基地の用地斡旋を依頼[7]。
- 1964年（昭和39年）
  - 8月26日 - 東武鉄道西新井電車区の土地及び施設を営団地下鉄へ売買する契約を締結[7]。
  - 8月31日 - 土地及び施設を営団地下鉄へ引き渡し[7]。
- 1966年（昭和41年）
  - 7月15日：竹ノ塚検車区準備事務所発足[6]。
  - 9月1日：東武鉄道西新井電車区が春日部電車区に移転[10]、営団地下鉄竹ノ塚検車区発足[7]。
- 1967年（昭和42年）4月1日 - 翌1968年（昭和43年）3月：深川工場発足までの約1年間、東西線車両の定期検査業務を実施[6][11]。
- 1979年（昭和54年）11月 ：月検査を千住検車区に移管。
- 1995年（平成7年）4月：車両清掃を千住検車区に移管。
- 1996年（平成8年）4月：所属車両を千住検車区に移管。
- 2010年（平成22年）4月1日：千住検車区に組織統合され、千住検車区竹ノ塚分室となる[3]。

## 所属車両
- なし
  - 日比谷線用の13000系車両は全車両が千住検車区本区所属である。
  - 過去には03系の一部編成と3000系のうち東武ATS搭載編成の一部が所属していた。

## 東西線5000系の定期検査
本検車区においては、日比谷線車両以外に1967年（昭和42年）4月から約1年間、東西線用の5000系の定期検査（重要部・全般検査）を施工した実績がある。
東西線は1964年（昭和39年）に開業したが、東陽町延伸開業までは本格的な車両基地がなく、収容場所の不足から国鉄の三鷹電車区（現・JR東日本三鷹車両センター）の一部を借りるなどしていた。
5000系の定期検査は、既に1966年（昭和41年）2月より千住工場で実施をしており、詳しい輸送方式は千住検車区の記述を参照願いたい（竹ノ塚検車区へも同様の経路で自力回送）。
その後、1967年（昭和42年）4月から翌1968年（昭和43年）3月までの約1年間、本検車区に「東西線車両工場検修部門」を設置し、5000系車両の定期検査を実施した。重要部検査・全般検査の施工は7両編成22本（154両）を施工した。1967年（昭和43年）4月1日に東西線に深川工場が発足し、この輸送方式は解消した。
注：当時の法定検査周期は重要部検査が1年6か月または走行距離25万km以内、全般検査は3年以内と、現在よりも大幅に短かった。